# Roberto Albores Guillén
Roberto Armando Albores Guillén (Comitán de Domínguez, Chiapas; 10 de febrero de 1943) es un político mexicano exmiembro del Partido Revolucionario Institucional. Estudio en la Facultad de Economía de la U.N.A.M., afiliándose al Partido Revolucionario Institucional desde el año de 1964. Su paso por el sector público empieza en 1967, llegando a ser Director General de Distribuidora CONASUPO de 1970 a 1973, Subdirector de filiales de 1973 a 1976, Director General de Desarrollo Comercial de la Frontera, Subdirector de Difusión y Relaciones Públicas en la Secretaria de Comercio, en 1979 en la Secretaria de Comercio y Fomento Industrial es Director General de la Impulsora del Pequeño Comercio hasta 1985; dentro del Departamento del Distrito Federal es designado como Delegado Político en Venustiano Carranza de 1989 a 1992 y como Coordinador General del Programa de Mejoramiento del Comercio Popular de 1992 a 1994, se postula como diputado Federal ganando por amplio margen.
A raíz de la matanza de familias pertenecientes a "Las Abejas", grupo ligado a las comunidades eclesiales de base de la diócesis de San Cristóbal de Las Casas, el 27 de diciembre de 1997 en Acteal, Chiapas, perpetrado por grupos paramilitares aliados del PRI, fue designado gobernador sustituto el 7 de enero de 1998 y concluyó su mandato el 8 de diciembre de 2000. Fue uno de los políticos señalados por el EZLN y sus bases como representante de la clase política explotadora y por su talante represor, los pueblos en resistencia autonómica le apodaron "El Croquetas". 
Inauguró extensiones de la Universidad Autónoma de Chiapas en otros municipios distintos de Tuxtla Gutiérrez. Durante su gestión se dio gran impulsó a la obra carretera en la entidad por medio de la Comisión Estatal de Caminos y la Delegación Estatal de la Secretaria de Comunicaciones y transportes, ampliando la infraestructura caminera. En 1999 fueron un minuto de silencio en señal de duelo por el fallecimiento de Jaime Sabines.
En 2006 fue expulsado del PRI por haber apoyado a Juan Sabines Guerrero en las elecciones estatales para gobernador.